# مسجد الصحابة (مصوع)
مسجد الصحابة هو مسجد يقع في مدينة مصوع، إريتريا. يعود تاريخه إلى أوائل القرن السابع الميلادي، ويُعتقد بأنه أول مسجد في العالم حيث انه مكتوب عليه انه بني عام ٦١٥ ميلادي اما مسجد قباء بني عام ٦٢٢ ميلادي ويقال انه قد بناه الصحابه اثناء الهجره الى الحبشه .